# Tongariro Northern Circuit

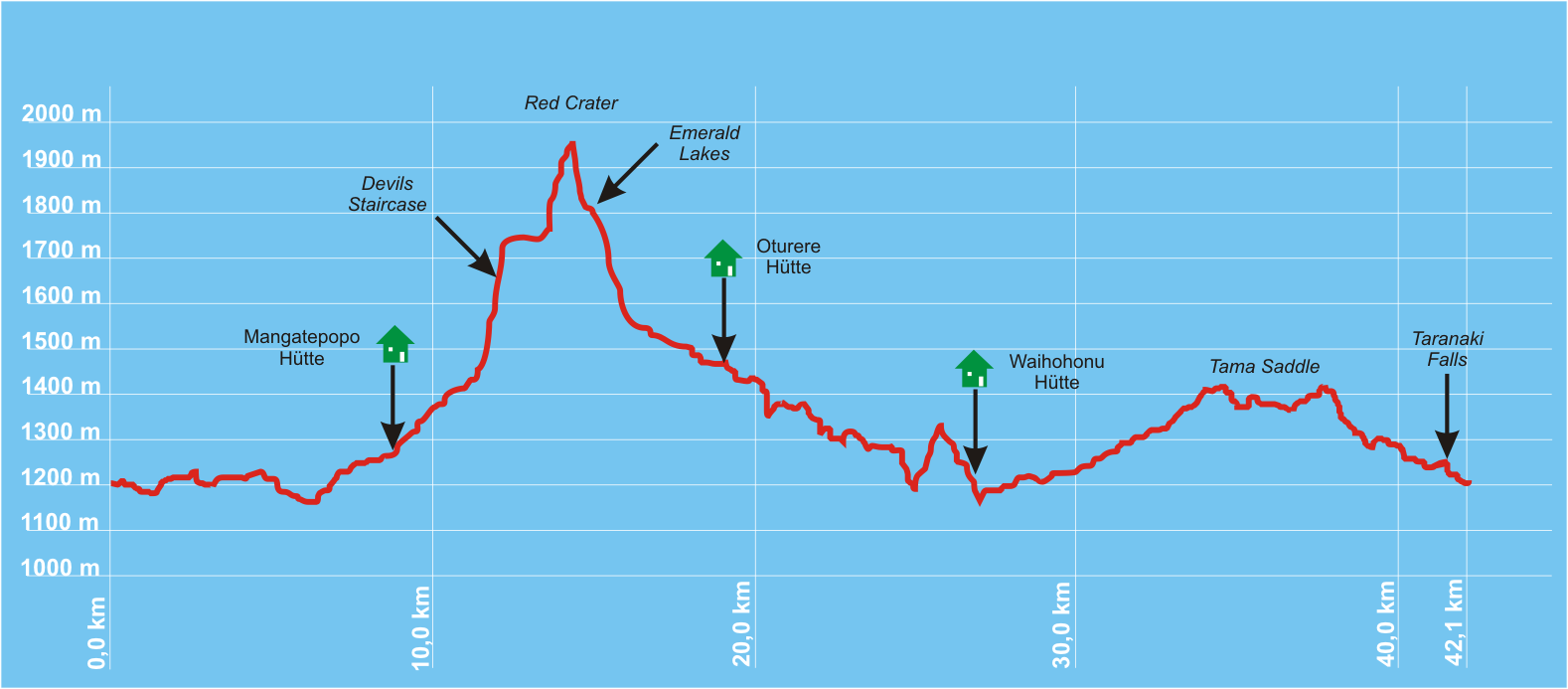
Höhenprofil des Tongariro Northern Circuit (ohne Retourweg zur Ketetahi-Hütte)

Der Tongariro Northern Circuit (deutsch: Nördlicher Tongariro-Rundwanderweg) ist eine Mehrtageswanderung im Tongariro-Nationalpark auf dem Volcanic Plateau im Zentrum der Nordinsel Neuseelands und gehört zu den so genannten New Zealand Great Walks. Auf einer Strecke von insgesamt 48 Kilometern wird dabei der Vulkan Mount Ngauruhoe umrundet. Der Tongariro Alpine Crossing ist ein Teilabschnitt des Circuit. Während diese Eintagestour von etwa 25.000 Wanderern pro Jahr begangen wird, sind es auf dem gesamten Circuit nur etwa 7.000.

## Streckenverlauf

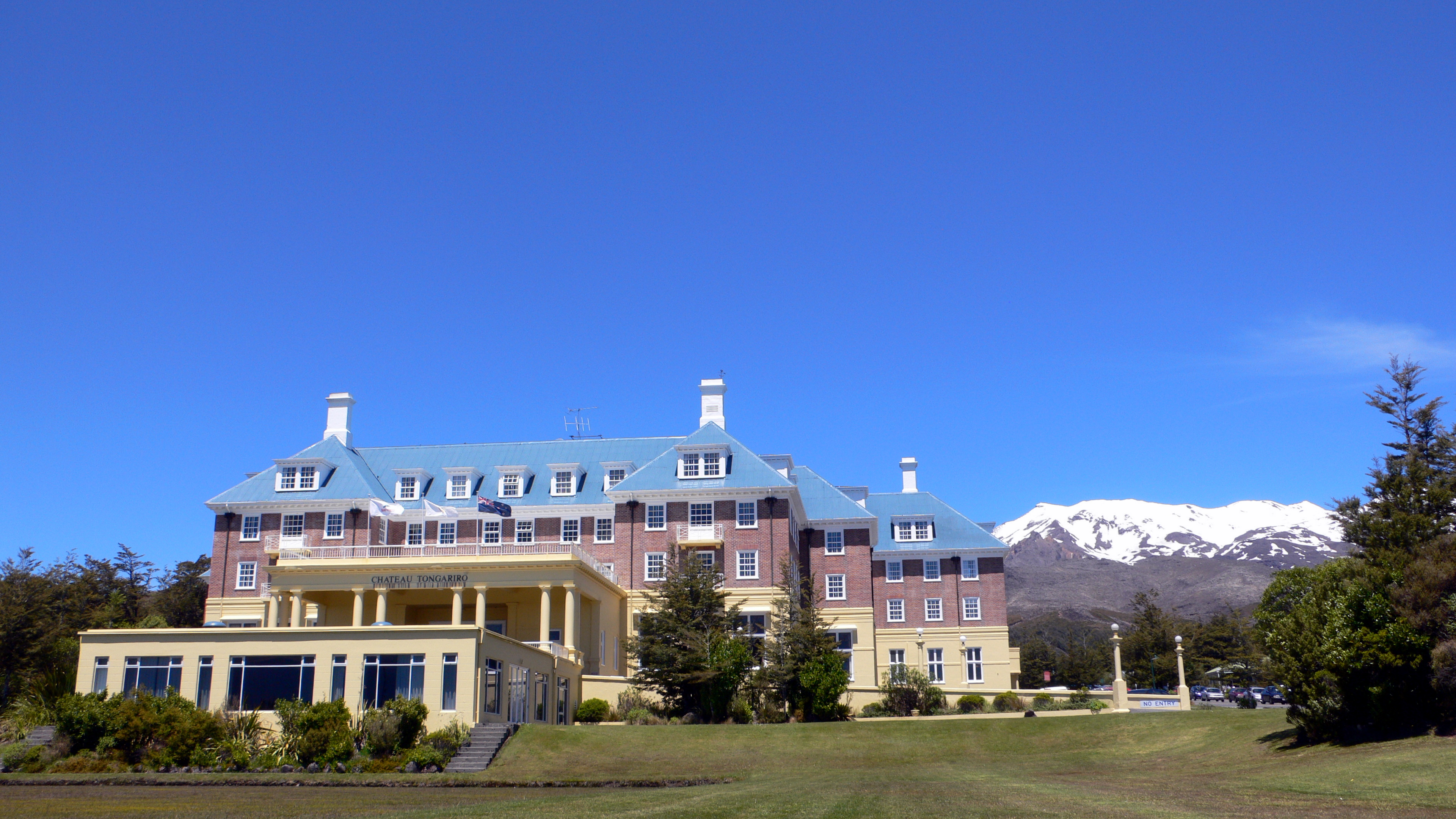
Das Chateau Tongariro in Whakapapa Village, dem Start- und Zielort der Tour. Rechts: Gipfel des Mount Ruapehu

Die Tour führt durch eine karge und dennoch vielseitige Vulkanlandschaft mit Lavageröll, Vulkankratern, Kraterseen und glazialen Tälern. Bei klarem Wetter bieten sich spektakuläre Ausblicke auf die Gipfel der drei Vulkane des Tongariro Nationalparks. Ausgangspunkt und Ziel der Tour ist üblicherweise das Visitors Centre in Whakapapa Village. Der Zeitbedarf liegt bei rund drei bis vier Tagen. Das Department of Conservation (DOC) hält ein sogenanntes Great Walk Ticket bereit, das jeder Wanderer vor Antritt der Tour bezahlt und in dem die Kosten für die Übernachtung in den auf der Strecke befindlichen Hütten bzw. auf den Campingplätzen eingeschlossen sind.

### Erster Streckenabschnitt
Whakapapa Village → Mangatepopo-Hütte (3–5 Stunden, 8,5 Kilometer)

Der erste Streckenabschnitt führt entlang des Whakapapa Track durch eine stark erodierte, prärieartige Landschaft. Zahlreiche kleinere Flussbetten werden gekreuzt. Der stark zerklüftete Gipfel des Mount Tongariro und der klassische Vulkankegel des Mount Ngauruhoe liegen voraus, bevor nach Umgehung des Vulkanschlotes Pukekaikiore schließlich das Mangatepopo Valley erreicht wird. Die Mangatepopo-Hütte liegt etwa 5 Minuten abseits des Hauptweges.

### Zweiter Streckenabschnitt

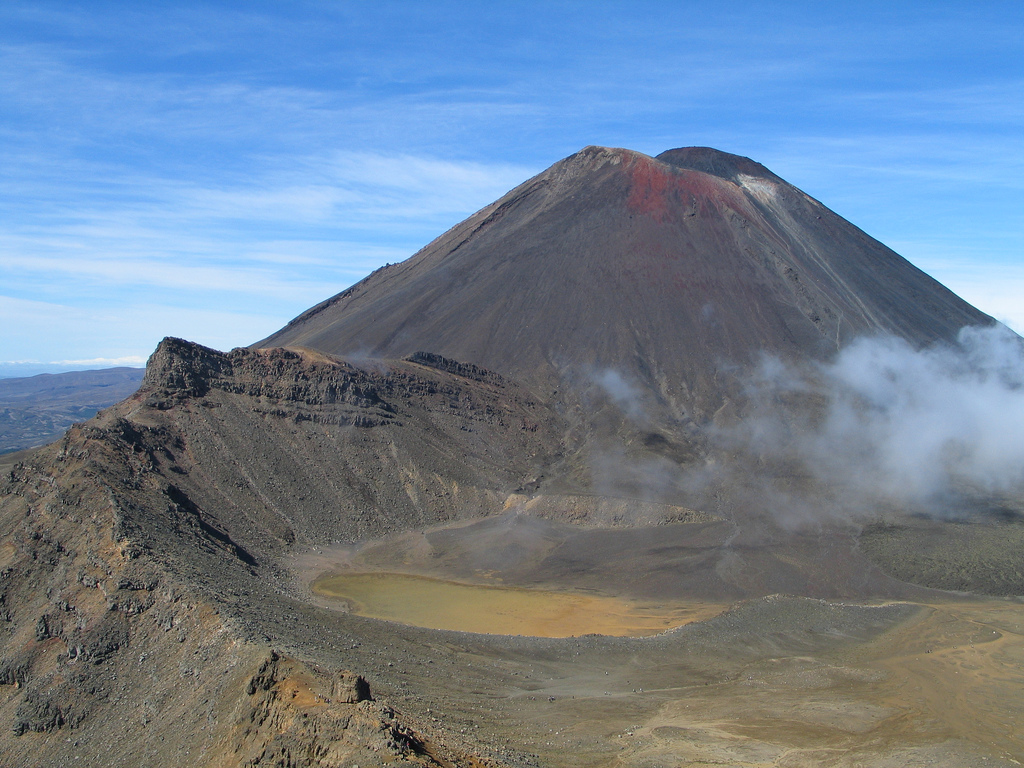
Blick vom Red Crater auf Mount Ngauruhoe und den davor liegenden South Crater

Mangatepopo-Hütte → Oturere-Hütte (5–6 Stunden, 13 Kilometer)

Dieser Streckenabschnitt folgt dem Verlauf des Tongariro Alpine Crossing. Nach zunächst gemächlicher Wanderung durch das Mangatepopo Valley werden die ca. 200 Höhenmeter zum Mangatepopo Saddle auf einem gut ausgebauten Track, der den so genannten Devil’s Staircase (zu deutsch: Teufelstreppe) im Jahr 2008 ersetzte, in einer Landschaft erkalteter Lavaströme, Geröll und Vulkanasche zwischen dem Mount Ngauruhoe und dem Mount Tongariro überwunden. In westlicher Blickrichtung zeigt sich bei klarem Wetter am Horizont der zumeist schneebedeckte Gipfel des Mount Taranaki. Nach Durchschreiten des South Crater folgt ein weiterer Anstieg zum Red Crater, dem höchsten Punkt dieser Tagestour. Nach einem Abstieg zu den türkisfarbenen Emerald Lakes folgt ein relativ steiler Abstieg vorbei an bizarren Lavaformationen zur Oturere-Hütte. Eine Übernachtung in der Ketetahi-Hütte ist nach deren Beschädigung bei den Ausbrüchen des Kraters Te Māri im Jahr 2012 zurzeit (Stand: März 2014) nicht möglich.

### Dritter Streckenabschnitt

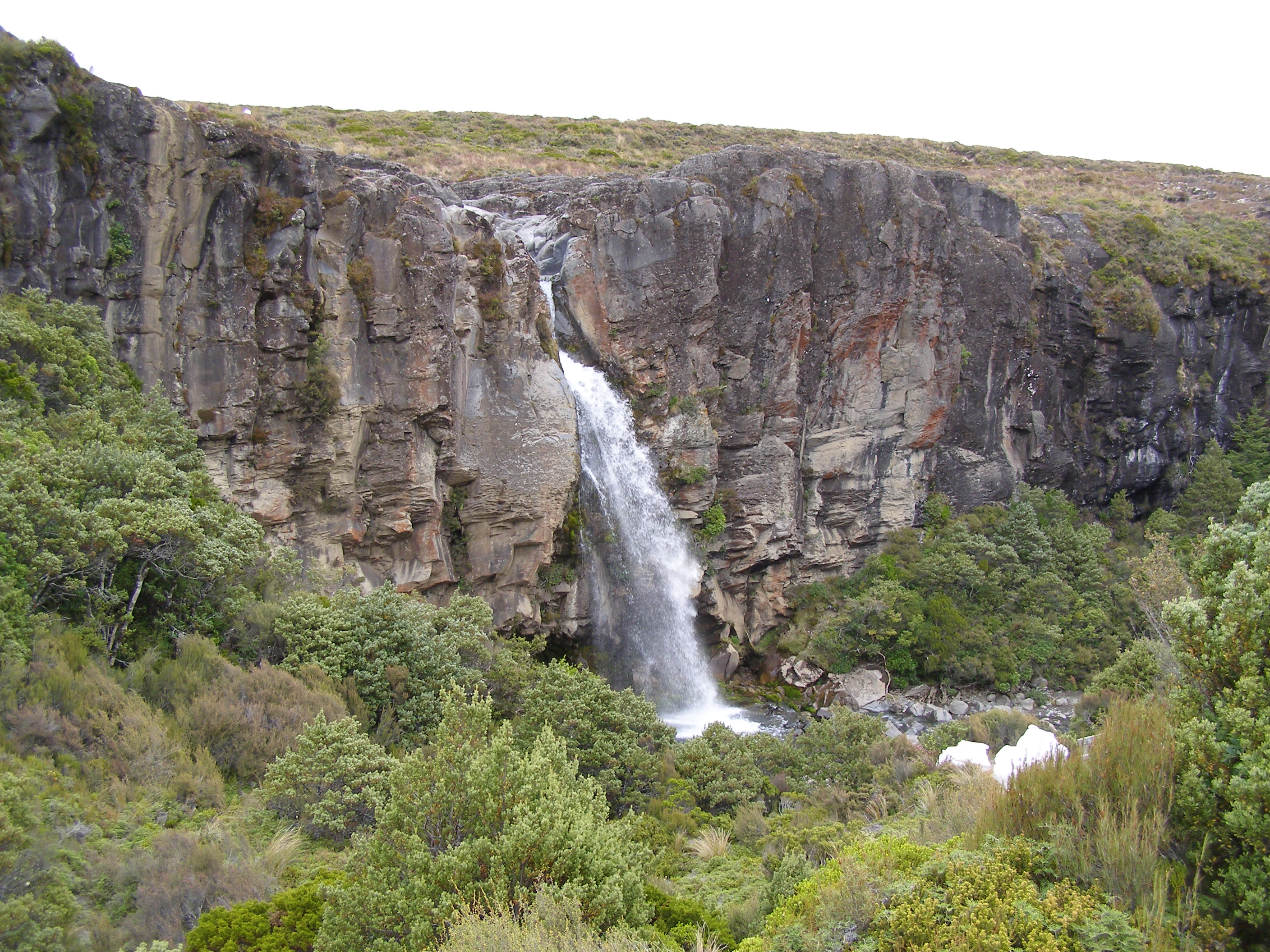
Die Taranaki Falls unweit von Whakapapa Village

Oturere-Hütte → Waihohonu-Hütte (3–4 Stunden, 7,5 Kilometer)

Hinter der Oturere-Hütte verliert sich die Strecke in nahezu weglosen Geröllfeldern ohne jegliche Vegetation. Der Weg schlängelt sich weiter am Fuß des Mount Ngauruhoe entlang und fällt in das Tal des Waihohonu Stream ab. Danach wird ein Tal mit Südbuchenbestand durchschritten, bevor der Weg zu einem Gebirgskamm ansteigt. Beim Abstieg in das dahinterliegende Tal wird die Waihohonu-Hütte erreicht.

### Vierter Streckenabschnitt
Waihohonu-Hütte → Whakapapa Village (5,5–6 Stunden, 14 Kilometer).

Das letzte Teilstück der Rundwanderung folgt ohne steilere An- oder Abstiege einer alten Transportroute entlang des Waihohonu Stream zunächst zum windexponierten Tama Saddle. Von dort aus zweigen Seitenwege zu den Tama Lakes ab. Dem Hauptweg weiter folgend bietet sich unmittelbar vor dem Erreichen von Whakapapa Village ein Besuch der Taranaki Falls an. Von dort aus führt der Weg entlang des Wairere Stream zurück zum Ausgangspunkt des Tongariro Northern Circuit. Dieser Abschnitt ist auch Teil des Round-the-Mountain-Track um Mount Ruapehu.